# 志茂文彦
志茂 文彦（しも ふみひこ、1965年 - ）は、日本のアニメーション脚本家、ライトノベル作家。宮城県仙台市出身。日本脚本家連盟会員。

## 来歴
主に萌えアニメを得意とする。スタジオジブリで『火垂るの墓』の制作進行を務めたのち、脚本家に転身した。多くのKeyのアニメ化作品のシリーズ構成と脚本を手がけている上、志茂自身がKeyファンでもある。
『CLANNAD』以前のKey作品については、初回限定版を発売日当日に購入したというエピソードを持つ（『CLANNAD』はシリーズ構成を担当する事が決まった後にプレイした様であり、『CLANNAD』では過去に小劇団に関わった経験も生かして脚本を執筆したという）。
一時は、京都アニメーション制作作品の脚本を多く請け負っていた。

## 参加作品
太字はシリーズ構成、特記のないものは脚本を担当。

### テレビアニメ
1989年
- レスラー軍団〈銀河編〉 聖戦士ロビンJr.（1989年 - 1990年）

1990年
- 勇者エクスカイザー（1990年 - 1991年）

1991年
- 太陽の勇者ファイバード（1991年 - 1992年）
- 絶対無敵ライジンオー（1991年 - 1992年）
- 魔法のプリンセス ミンキーモモ（1991年 - 1992年）

1992年
- 伝説の勇者ダ・ガーン（1992年 - 1993年）
- 元気爆発ガンバルガー（1992年 - 1993年）
- 超電動ロボ 鉄人28号FX（1992年 - 1993年）

1993年
- 熱血最強ゴウザウラー（1993年 - 1994年）

1994年
- 機動武闘伝Gガンダム（1994年 - 1995年）

1996年
- 超者ライディーン（1996年 - 1997年）

1997年
- アニメがんばれゴエモン（1997年 - 1998年）

1998年
- Only You ビバ!キャバクラ（構成）
- ふたり暮らし（1998年 - 1999年）
- 時空探偵ゲンシクン（1998年 - 1999年）
- ジェネレイターガウル
- ドラえもん（1998年 - 2000年）

1999年
- 宇宙海賊ミトの大冒険シリーズ
  - 宇宙海賊ミトの大冒険
  - 宇宙海賊ミトの大冒険2人の女王様

- 地球防衛企業ダイ・ガード（1999年 - 2000年）
- ビックリマン2000（1999年 - 2001年）

2000年
- とっとこハム太郎（2000年 - 2004年）
- 真・女神転生デビチル（2000年 - 2001年）

2001年
- グラップラー刃牙
- テニスの王子様（2001年 - 2005年）

2002年
- フルメタル・パニック!
- 超重神グラヴィオン
- キディ・グレイド（2002年 - 2003年）
- 真・女神転生Dチルドレン ライト&ダーク（2002年 - 2003年）

2003年
- フルメタル・パニック? ふもっふ

2004年
- 超重神グラヴィオンZwei
- 爆裂天使

2005年
- AIR
- フルメタル・パニック! The Second Raid
- 韋駄天翔（2005年 - 2006年）

2006年
- Fate/stay night
- 涼宮ハルヒの憂鬱
- Kanon（2006年 - 2007年）

2007年
- ひぐらしのなく頃に解
- CLANNAD（2007年 - 2008年）

2008年
- CLANNAD 〜AFTER STORY〜（2008年 - 2009年）

2009年
- 涼宮ハルヒの憂鬱（2009年版）
- うみねこのなく頃に
- FAIRY TAIL

2011年
- IS 〈インフィニット・ストラトス〉

2012年
- ココロコネクト
- さくら荘のペットな彼女

2013年
- 銀河機攻隊 マジェスティックプリンス
- のんのんびより
- ゴールデンタイム

2014年
- 未確認で進行形
- 甘城ブリリアントパーク

2015年
- 緋弾のアリアAA

2016年
- 無彩限のファントム・ワールド
- ステラのまほう
- NEW GAME!

2017年
- 小林さんちのメイドラゴン
- NEW GAME!!

2018年
- りゅうおうのおしごと!
- すのはら荘の管理人さん
- アニマエール!

2019年
- 私に天使が舞い降りた!
- ダンベル何キロ持てる?

2020年
- 放課後ていぼう日誌
- 痛いのは嫌なので防御力に極振りしたいと思います。
- 池袋ウエストゲートパーク
- 無能なナナ

2021年
- 弱キャラ友崎くん
- SHAMAN KING

2022年
- デート・ア・ライブIV
- このヒーラー、めんどくさい

2023年
- 痛いのは嫌なので防御力に極振りしたいと思います。2

2024年
- 弱キャラ友崎くん 2nd STAGE
- 悪役令嬢レベル99 〜私は裏ボスですが魔王ではありません〜
- SHAMAN KING FLOWERS
- デート・ア・ライブV

### 劇場アニメ
2005年
- 劇場版 テニスの王子様 跡部からの贈り物 君に捧げるテニプリ祭り

2010年
- 涼宮ハルヒの消失

2016年
- ガラスの花と壊す世界

### OVA
1991年
- おざなりダンジョン 風の塔

2000年
- AMON デビルマン黙示録（脚本協力）

2001年
- 時空異邦人KYOKO ちょこらにおまかせ!

2011年
- ひぐらしのなく頃に煌

### ドラマCD
2003年
- フルメタル・パニック?ふもっふ初回限定版DVD特典ドラマCD「テレサ・テスタロッサの艦長日記」

2007年
- 涼宮ハルヒの憂鬱 ドラマCD サウンドアラウンド

2011年
- ファミ通文庫ドラマCD・FB・CollectDrama 「ココロコネクト 夏と水着と暴風雨」

### ゲーム
2001年
- おかえりっ!〜夕凪色の恋物語〜（シナリオ）

### ライトノベル

#### オリジナル
- 乙女革命アヤメの!（挿絵：緋賀ゆかり、MF文庫J、全3巻）
- 夕焼け灯台の秘密（挿絵：門脇未来、KAエスマ文庫、全1巻）
- 無双嘘術の天才詐欺師<ハイスクール・チープトリック>（挿絵：堤ヤマブキ、HJ文庫、全1巻）
- あじさいの季節に僕らは感応する（挿絵：椎名優、ファミ通文庫、全1巻）

#### ノベライズ
- ジェネレイターガウル〜 白鳥の歌〜（ソニー・マガジンズ文庫）
- 宇宙海賊ミトの大冒険 逆転宇宙の大怪人!（ソニー・マガジンズ文庫）
- 超重神グラヴィオン（MF文庫J、全2巻）
- キディグレイド（角川スニーカー文庫、全3巻）
- 超重神グラヴィオンZwei（MF文庫J、全2巻）
- 爆裂天使（電撃文庫、全2巻）
- 劇場版 テニスの王子様 二人のサムライ The First Game（ジャンプ ジェイ ブックス）
- ロザリオとバンパイア（ジャンプ ジェイ ブックス、既刊1巻）
- ひとひら（アクションコミックス）
- フォトカノ ペンタプリズム・メモリーズ（ファミ通文庫、全2巻）

### 映画出演
- NOBODY（1996年/監督：大川俊道）